# Gino Cappello
Gino Cappello (ur. 2 czerwca 1920, zm. 28 marca 1990) – włoski piłkarz. Gino Capello zadebiutował we włoskiej drużynie narodowej 22 maja 1949, kiedy reprezentacja Włoch przegrała z Austrią 1-3. Wystąpił na mistrzostwach świata w 1950 i 1954 roku. Ostatni mecz dla reprezentacji Włoch zagrał na MŚ 1954. Capello grał także dla Padovy, Milanu, Bologny i Novary.